# Roxbury (Boston)
Roxbury ist ein Stadtteil (englisch neighborhood) von Boston im Bundesstaat Massachusetts der Vereinigten Staaten. Roxbury war einer der ersten Orte, die in der Massachusetts Bay Colony im Jahre 1630 gegründet wurden, und erhielt im Jahre 1848 die Stadtrechte verliehen. Im Jahre 1868 wurde Roxbury nach Boston eingemeindet. Zur ursprünglichen Stadt Roxbury gehörten die heutigen Bostoner Stadtteile Jamaica Plain, West Roxbury, Mission Hill, South End sowie ein großer Teil von Back Bay. Heute werden die Columbus Avenue im Norden und der Melnea Cass Boulevard im Osten als Stadtteilgrenzen betrachtet.

## Geschichte

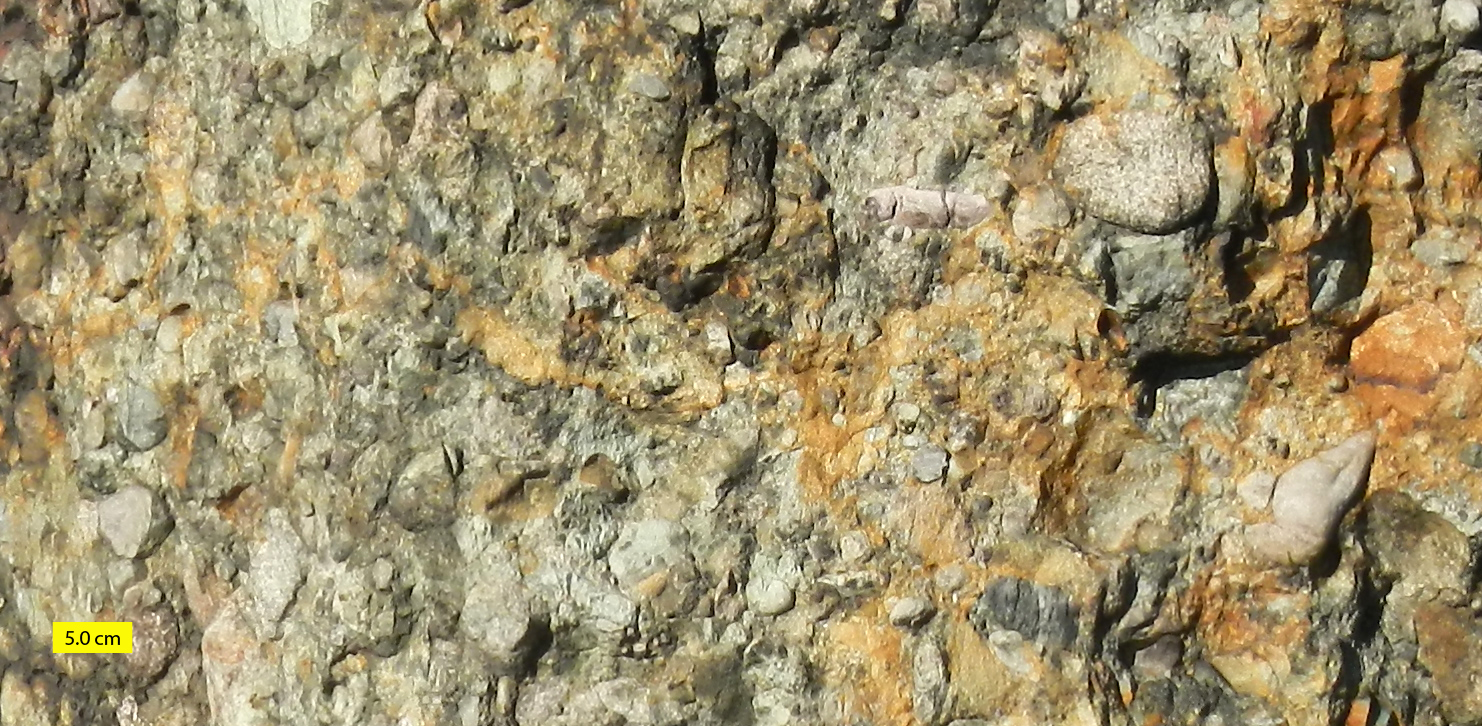
Roxbury Conglomerate, auch „puddingstone“ genannt

Die ersten Siedler der Massachusetts Bay Colony gründeten 1630 sieben Dörfer. Ursprünglich hieß der etwa drei Meilen südlich von Boston gelegene Ort „Rocksbury“, was auf seine Lage in einer hügeligen Landschaft und den häufig an der Oberfläche zu findenden Roxbury Puddingstone zurückzuführen war. Zu jener Zeit lag Boston auf einer Halbinsel, die durch die schmale Landbrücke Boston Neck mit dem Festland verbunden war. Daher führte der gesamte Straßenverkehr nach Boston zunächst durch Roxbury, wodurch die Stadt große Bedeutung erlangte. Dort wohnten mehrere der ersten Führer der Kolonie, darunter die Gouverneure Thomas Dudley, William Shirley und Increase Sumner. Das Shirley-Eustis House in Roxbury ist eines der vier in den Vereinigten Staaten erhaltenen Herrenhäuser der britischen königlichen Kolonialverwaltung.

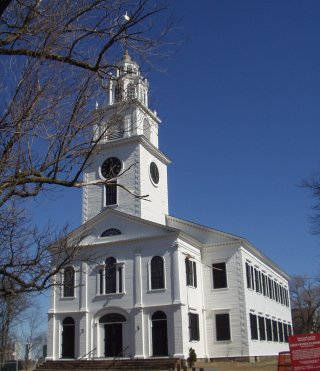
Die First Church Roxbury, 2004

Die Siedler von Roxbury gründeten 1630 mit der First Church Roxbury die erste Kirchengemeinde im Ort. Vor dem ersten Winter reichte jedoch die Zeit nicht zum Bau eines Versammlungsraumes, und so trafen sich die Siedler in der benachbarten Gemeinde in Dorchester. Einer der ersten Gemeindevorsteher war Amos Adams. Das erste Versammlungsgebäude konnte 1632 fertiggestellt werden; das heute noch vorhandene ist bereits das fünfte der Gemeinde und das älteste in Holzrahmen-Bauweise errichtete Gebäude in Boston. Die Gemeinde in Roxbury, die immer noch zur Unitarian Universalist Association gehört, kann einige Besonderheiten der amerikanischen Geschichte für sich in Anspruch nehmen: Sie begründete die erste Kirchenschule in einer britischen Kolonie und war gemeinsam mit Boston, Cambridge, Watertown, Charlestown und Dorchester an der Gründung des Harvard College beteiligt. 1645 entstand die Roxbury Latin School, die als Privatschule durchgehend bis heute besteht. 1640 wurde in Roxbury mit dem Bay Psalm Book das erste in den britischen Kolonien herausgegebene Buch veröffentlicht, an dem unter anderem John Eliot, Thomas Weld und Richard Mather mitgewirkt haben. 1663 wurde die erste Bibel in den Britischen Kolonien veröffentlicht. Es handelte sich um eine Übersetzung in die Sprache der Massachusett, die durch den Pfarrer und Lehrer der Gemeinde John Eliot vorgenommen wurde, der auch als „Apostel der Indianer“ bekannt war. An der First Church Roxbury begann am 18. April 1775 zudem der Mitternachtsritt von William Dawes.
Im weiteren Verlauf des 19. Jahrhunderts entwickelte sich der nördliche Teil von Roxbury zu einer industriell geprägten Stadt mit Stadtvierteln, die mehrheitlich von englischen, irischen und deutschen Einwanderern sowie ihren Nachkommen bewohnt wurden, während der größere Teil der Stadt landwirtschaftlich geprägt blieb. In Roxbury wurde eine der ersten Straßenbahnen der Vereinigten Staaten eingerichtet. Zu dieser Zeit wurde Roxbury auch als einer der ersten Orte in Massachusetts die Stadtrechte verliehen. Ein Teil des Stadtgebietes bildete fortan die Stadt West Roxbury.

### Entwicklung ab 1900
Im frühen 20. Jahrhundert entstand in der Gegend um Grove Hall an der Blue Hill Avenue eine jüdische Gemeinde. Roxbury wurde auch zum Mittelpunkt einer Gemeinde afroamerikanischer Einwohner in Boston, die in den 1940er und 1950er Jahren durch Migration aus den südlichen in die nördlichen Staaten (Great Migration) entstand. Soziale Spannungen und die Stadterneuerung während der 1960er und 1970er Jahre trugen zum Verfall des Stadtviertels bei. Besonders die Unruhen infolge der Ermordung von Martin Luther King Jr. führten zur Plünderung und Brandstiftung in Geschäften entlang der Blue Hill Avenue und hinterließen eine zerstörte und weitgehend verlassene Gegend. In den 1970er Jahren trug auch fortgesetzte Brandstiftung in der Gegend um die Dudley Street zum Niedergang des Stadtviertels bei; es blieben verlassene, ausgebrannte und vermüllte Ruinen. Das Aufkommen des Rauschgifts Crack in den 1980er Jahren machte Roxbury zu einem der gefährlichsten Viertel von Boston. Die Gewaltverbrechen konnten bis Ende der 1990er Jahre nicht entscheidend eingedämmt werden. Im April des Jahres 1987 wurde die Orange Line der MBTA von der Washington Street in den Southwest Corridor verlegt, wo der Southwest Expressway einige Jahre zuvor verlaufen sollte.

### Entwicklung ab 1990

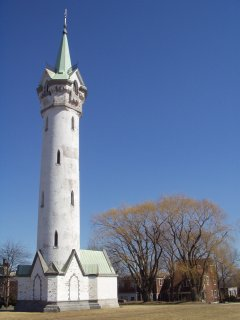
Der Fort Hill Tower, eine Befestigung aus dem Amerikanischen Unabhängigkeitskrieg.

Durch Bemühungen von Bürgern, die sich organisiert hatten, konnten die historischen Gebiete wiederbelebt und der Roxbury Heritage State Park eingerichtet werden. Aus einer Überprüfung des Verkehrskonzepts von Boston ergab sich der Vorschlag, die Orange Line wieder zurückzuverlegen. Bei der Entwicklung des Southwest Corridor Park wurden auch größere Investitionen umgesetzt, darunter das Roxbury Community College und das Ruggles Center. In den Wohngebieten Fort Hill und Mission Hill hat sich die Bevölkerungsstruktur in den 1990er Jahren bis zum Beginn des 21. Jahrhunderts durch den Zuzug von Studenten der Northeastern University bzw. des Wentworth Institute of Technology sowie von Künstlern und jungen Familien stark verbessert. Heute ist der Stadtteil durch Erneuerung von Wohn- und Geschäftsgebieten geprägt, aber Gewaltverbrechen, insbesondere Bandenkriege und Drogenmissbrauch, bleiben beständige Probleme in bestimmten Gebieten von Roxbury.

## Bekannte Bürger
Zu den bekanntesten Einwohnern von Roxbury gehört der Uhrmacher Simon Willard (1753–1848), zu dessen wichtigen Werken die Einführung seiner patentierten, nicht schlagenden Wanduhr gehörte. Von dieser, in der Form einem Banjo ähnelnden und reich verzierten Uhr wurden von ihm nur etwa 4000 Stück angefertigt. Auch seine bis etwa 1815 hergestellten Standuhren im „Roxbury Stil“ wurden bekannt.
Weitere bekannte Bürger des Ortes sind:
- Joseph Alexander Ames (1816–1872), Porträtmaler
- Edith Barrett (1907–1977), Schauspielerin
- Francis X. Bellotti (1923–2024), Politiker, Vizegouverneur von Massachusetts
- Bobby Brown (* 1969), Musiker
- Melnea Cass, Menschenrechtsaktivist
- Cid Corman (1924–2004), Dichter
- Gerry Cosby (1909–1996), Eishockeytorwart
- Frederick Douglass (1817 oder 1818–1895), Abolitionist, Erzähler und Schriftsteller
- Louis Farrakhan (* 1933), Führer der Nation of Islam
- Mark Frechette (1947–1975), Schauspieler (Antonionis „Zabriskie Point“)
- Charles Dana Gibson (1867–1944), Graphiker, der z. B. das bekannte Gibson-Girl schuf.
- Edward Everett Hale, Herausgeber, Schriftsteller, Pfarrer
- Roy Haynes (1925–2024), Jazz-Schlagzeuger
- Matina Horner (* 1939), Psychologin und Hochschullehrerin; 6. Präsidentin des Radcliffe College
- Jonathan Kozol (* 1936), Schriftsteller und Erzieher
- Malcolm X (1925–1965), Prediger
- Wayne Millner (1913–1976), American-Football-Spieler und -Trainer
- New Edition, R&B/Pop Musiker
- Samuel Pierpont Langley (1834–1906), Astronom, Physiker, Luftfahrtpionier
- John L. Sullivan (1858–1918), Boxer
- Ella Trujillo, Künstler
- George Putnam Upton (1834–1919), Musikkritiker, Musikschriftsteller und Journalist
- Simon Willard, bekannter Uhrmacher
- Joseph Warren (1741–1775), Arzt und Soldat im Befreiungskrieg
- Soliny Védrine, Pfarrer und Gründer einer Fördergruppe für den Kirchenbau in Haiti

## Sehenswürdigkeiten
- Fort Hill
- Roxbury Heritage State Park
- Shirley-Eustis House